# Acontia chrysoproctis
Acontia chrysoproctis là một loài bướm đêm trong họ Noctuidae.